# Alexandr Mijailin
Alexandr Viacheslávovich Mijailin –en ruso, Александр Вячеславович Михайлин– (Moscú, 18 de agosto de 1979) es un deportista ruso que compite en judo.
Participó en los Juegos Olímpicos de Londres 2012, obteniendo una medalla de plata en la categoría de +100 kg. Ganó siete medallas en el Campeonato Mundial de Judo entre los años 1999 y 2011, y once medallas en el Campeonato Europeo de Judo entre los años 1999 y 2012.

## Palmarés internacional
| Juegos Olímpicos   | Juegos Olímpicos           | Juegos Olímpicos  | Juegos Olímpicos |
| Año                | Lugar                      | Medalla           | Categoría        |
| ------------------ | -------------------------- | ----------------- | ---------------- |
| 2012               | Londres (Reino Unido)      | Medalla de plata  | +100 kg          |
| Campeonato Mundial |                            |                   |                  |
| Año                | Lugar                      | Medalla           | Categoría        |
| 1999               | Birmingham (Reino Unido)   | Medalla de bronce | –100 kg          |
| 2001               | Múnich (Alemania)          | Medalla de oro    | +100 kg          |
| 2001               | Múnich (Alemania)          | Medalla de oro    | Abierta          |
| 2005               | El Cairo (Egipto)          | Medalla de oro    | +100 kg          |
| 2008               | Levallois-Perret (Francia) | Medalla de plata  | Abierta          |
| 2011               | París (Francia)            | Medalla de bronce | +100 kg          |
| 2011               | Tiumén (Rusia)             | Medalla de bronce | Abierta          |
| Campeonato Europeo |                            |                   |                  |
| Año                | Lugar                      | Medalla           | Categoría        |
| 1999               | Bratislava (Eslovaquia)    | Medalla de bronce | –100 kg          |
| 2001               | París (Francia)            | Medalla de oro    | Abierta          |
| 2002               | Maribor (Eslovenia)        | Medalla de plata  | Abierta          |
| 2003               | Düsseldorf (Alemania)      | Medalla de oro    | Abierta          |
| 2005               | Róterdam (Países Bajos)    | Medalla de oro    | +100 kg          |
| 2005               | Moscú ( Rusia)             | Medalla de plata  | Abierta          |
| 2006               | Novi Sad (Serbia)          | Medalla de oro    | Abierta          |
| 2007               | Varsovia (Polonia)         | Medalla de oro    | Abierta          |
| 2007               | Belgrado (Serbia)          | Medalla de bronce | +100 kg          |
| 2009               | Tiflis (Georgia)           | Medalla de bronce | +100 kg          |
| 2012               | Cheliábinsk (Rusia)        | Medalla de oro    | +100 kg          |